# Capimassa
Le nom de Capimassa, ou plus exactement de Capo-massa vient de l'Italien et décrit les chefs de guerre, qui ont combattu les troupes de la Révolution et de l'Empire français venues envahir le sud de l'Italie, lors de l'invasion de Naples et l'insurrection calabraise qui s'ensuivit. Ils refusèrent le règne de Joseph Bonaparte, placé par son frère à la tête du royaume de Naples et de ses souverains bourbons à qui ils restèrent fidèles. 
Dans l'organisation militaire des troupes du royaume de Naples, en plus des limitées troupes régulières des souverains de Bourbon-Siciles, les troupes insurrectionnelles étaient soit des bataillons volants de miliciens en uniforme, de type infanterie légère, soit des « Masses », troupes de partisans irréguliers, dont les capimassa étaient officiellement les chefs. Le nom de « Masses » (en français aussi « Massistes ») était indirectement employé par les Bourbons, leurs alliés britanniques, ou leurs adversaires français, qui les considéraient comme des « brigands ». En effet, d'origine souvent marginale les « lazzaroni » qui constituaient l'essentiel de ce contingent, étaient souvent attirés par le pillage autant par intérêt propre, que pour leur survie.
Les Capimassa et les massistes, ont développé une forme de guerre de partisans, alors aussi appelée « brigandage » ou « petite guerre », qui sera plus tard mieux connue sous le mot espagnol de « guerilla ». Cette forme de guerre donna particulièrement du fer à retordre aux troupes napoléoniennes, habituées à progresser de manière dispersée, pour sillonner le pays ennemi, en vivant dessus, et frapper simultanément l'adversaire en se rassemblant en un point donné, en quête d'une victoire décisive contre lui.
On peut citer, au nombre des Capimassa célèbres, Fra Diavolo, rendu célèbre notamment par Victor Hugo, célébrant la capture qu'en fit son père le général Hugo, mais aussi d'autres moins connus tels que Panedigrano, Giovanni Battista De Micheli, Ridolfo Mirabelli, Acri, Talarico, Benincasa, Tolone et bien d'autres.